# Багена
Багена (ісп. Báguena) — муніципалітет в Іспанії, у складі автономної спільноти Арагон, у провінції Теруель. Населення — 398 осіб (2010).
Муніципалітет розташований на відстані близько 210 км на схід від Мадрида, 80 км на північ від міста Теруель.

## Демографія
Динаміка населення (INE ):